# Bolesław Kacewicz
Bolesław Zygmunt Kacewicz (ur. 19 listopada 1950 w Warszawie) – polski matematyk, profesor doktor habilitowany.

## Życiorys
Ukończenie studiów:  1974 Wydział Matematyki i Mechaniki Uniwersytetu Warszawskiego (UW)
Doktorat: 1976  Wydział Matematyki i Mechaniki UW, promotorzy Andrzej Kiełbasiński, Henryk Woźniakowski
Habilitacja: 1988  Wydział Matematyki, Informatyki i Mechaniki UW
Profesura:  2011, na wniosek Rady Wydziału Matematyki, Informatyki i Mechaniki UW
1975: staż w Carnegie Mellon University,   USA
1984: stypendium w CNR  Bari, Włochy
1984-1986:  visiting professor w Politechnice Turyńskiej
Do 1998 r. profesor nadzwyczajny na Wydziale Matematyki, Informatyki i Mechaniki UW
Od 1998 r profesor nadzwyczajny na Wydziale Matematyki Stosowanej AGH
Od 2012 profesor zwyczajny na Wydziale Matematyki Stosowanej AGH
Do 2019 r. kierownik Zespołu Matematyki Obliczeniowej i Metod Probabilistycznych na Wydziale Matematyki Stosowanej AGH  

## Działaloność naukowa
Badania Bolesława Kacewicza dotyczyły zagadnień analizy numerycznej, głównie złożoności obliczeniowej zadań ciągłych (Information Based Complexity - IBC). Wyniki zostały opublikowane w ok. 55 pracach w międzynarodowych czasopismach, w większości z dziedziny matematyki obliczeniowej. Najważniejsze wyniki obejmują zbadanie w serii prac złożoności obliczeniowej problemów początkowych dla równań różniczkowych zwyczajnych, w modelach deterministycznym, randomizacyjnym i kwantowym (patrz prace w Journal of Complexity).

## Działalność dydaktyczna
Bolesław Kacewicz był promotorem w 3 zakończonych przewodach doktorskich, opiekunem kilkudziesięciu prac magisterskich na UW i AGH i współautorem skryptów o charakterze dydaktycznym.

## Nagrody i odznaczenia
- Jedna z dwóch równorzędnych nagród za najlepszą pracę opublikowaną w czasopiśmie Journal of Complexity w 2003 roku
- Nagroda za osiągnięcia w dziedzinie Information Based Complexity - 2010
- Nagroda Ministra Edukacji Narodowej  za pracę badawczą (1982)
- szereg nagród Rektora UW i Rektora AGH za pracę badawczą
- Krzyż Kawalerski Orderu Odrodzenia Polski - 2019
- Złoty Krzyż Zasługi - 2002
- Medal Komisji Edukacji Narodowej

## Inne
W latach 1993-1998 Bolesław Kacewicz był członkiem komisji Ministerstwa Finansów ds. egzaminów aktuarialnych.